# Prestonia clandestina
Prestonia clandestina là một loài thực vật có hoa trong họ La bố ma. Loài này được J.F.Morales miêu tả khoa học đầu tiên năm 1997.